# Cornelia Tăutu
Cornelia Tăutu (* 10. März 1938 in Odorheiu Secuiesc, Rumänien; † 24. März 2019 in Deutschland) war eine rumänische Komponistin.

## Leben
Cornelia Tăutu studierte von 1960 bis 1965 Folklore, Orchestrierung und Komposition bei Mihail Jora, Aurel Stroe und Emilia Comișel an der Nationalen Musikuniversität Bukarest. Anschließend arbeitete sie bis 1975 am Institut für Ethnologie und Folklore „Constantin Brailoiu“ und als Redakteurin bei Editura Muzicală in Bukarest. Zwischendurch studierte sie von 1971 bis 1972 an der Long Island University in New York City. Ab Mitte der 1970er Jahre war sie außerdem als Filmkomponistin tätig und war für die Musik von Spielfilmen wie Duell mit der Einsamkeit, Die Ferien eines Gymnasiasten und Der goldene Zug verantwortlich.

## Filmografie (Auswahl)
- 1974: Duell mit der Einsamkeit (Zidul)
- 1975: Gier (Patima)
- 1978: Im Bus sitzt der Tod (Acțiunea „Autobuzul“)
- 1978: Frühling in Oltenien (Din nou împreună)
- 1978: Schöne Augen für Despina (Ciocolată cu alune)
- 1979: Die Ferien eines Gymnasiasten (Vacanța tragică)
- 1980: Der verzauberte Eichenwald (Dumbrava minunată)
- 1981: Der Sohn der Berge (Fiul munților)
- 1987: Die verborgene Burg (Cetatea ascunsă)
- 1989: Der goldene Zug (Zloty pociag)